# Botas de fútbol

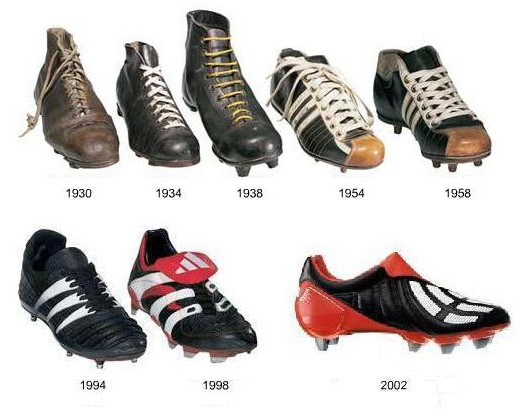
Evolución de las botas de fútbol 1930-2002

Las botas de fútbol, conocidas también como botines, zapatillas, guayos, taquetes, tacones, chimpunes, tachones, chuteras, tacos o chuteadores (o despectivamente bolillos cuando estos se encuentran muy desgastados y deformes), son usadas por los futbolistas para practicar el fútbol, ya que son un elemento reglamentario.

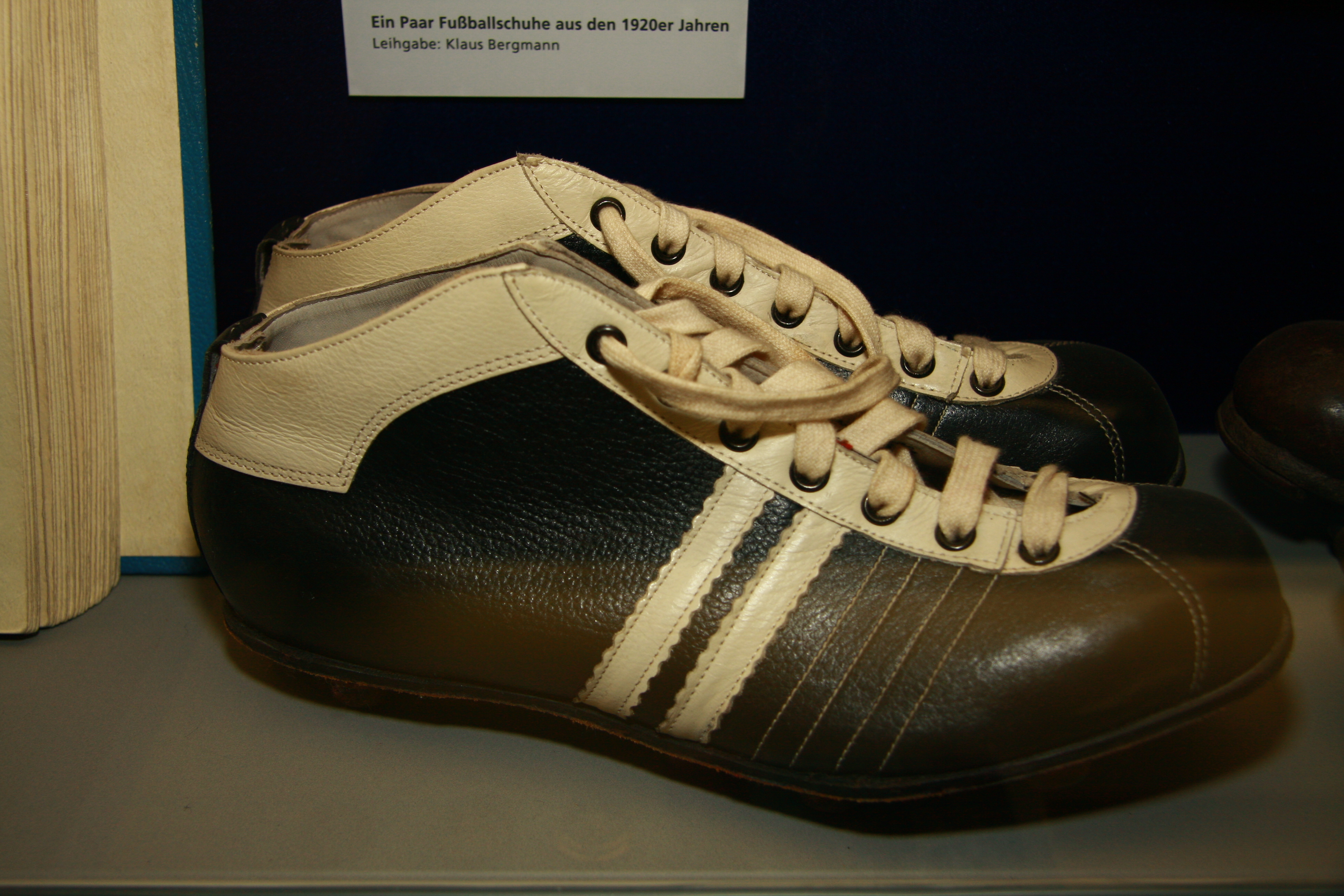
Botas de fútbol de 1920.

Son un calzado caracterizado por llevar unas protuberancias en la suela, llamadas tacos, estoperoles, taches, tapones o cocos, que provee mejor agarre al suelo, y así evitar resbalar y correr a mayor velocidad.
El material con el que se fabrica tradicionalmente es la piel, con el calzado de gama alta realizado en piel de canguro, aunque en la actualidad se comenzó a utilizar materiales sintéticos más livianos que la piel. Los tacos pueden ser de goma para campos de tierra o duros, y de aluminio para campos húmedos o resbaladizos como de hierba; actualmente también se utilizan otros materiales sintéticos.
La preferencia de los guardametas y defensas son botas resistentes y no muy pesadas, a su vez, los centrocampistas por su condición de correr mucho, suelen utilizar una suela resistente con los cordones cubiertos para evitar que estos interfieran en los tiros a largas distancias, como centros y cambios de banda. Los delanteros también tienden a utilizar cubierta sobre los cordones, para los tiros a puerta, sin embargo, sus botines son mucho más ligeros, con tacos preparados para giros y cambios de ritmo.
Las marcas más usadas son Adidas, Nike, Umbro y Puma, aunque también hay muchas otras como Lotto, Kelme, Joma, Topper, Kappa, Reebok, Diadora, Patrick, Mitre, Mizuno y Uhlsport, este último especializado en calzado para guardametas.